# دار الشرف (المخادر)

تعديل مصدري - تعديل

دار الشرف هي إحدى قرى عزلة بني سرحة بمديرية المخادر التابعة لمحافظة إب، بلغ تعداد سكانها 465 نسمة حسب تعداد اليمن لعام 2004.